# 6974 Solti
6974 Solti eller 1992 MC är en asteroid i huvudbältet som upptäcktes den 27 juni 1992 av den amerikanske astronomen Henry E. Holt vid Palomarobservatoriet. Den är uppkallad efter dirigenten Georg Solti.
Asteroiden har en diameter på ungefär 10 kilometer och den tillhör asteroidgruppen Maria.